# Siwo
Siwo (kinesiska: 丝窝乡, 丝窝) är en socken i Kina. Den ligger i provinsen Sichuan, i den sydvästra delen av landet, omkring 330 kilometer söder om provinshuvudstaden Chengdu. Antalet invånare är 2 848. Befolkningen består av 1 386 kvinnor och 1 462 män. Barn under 15 år utgör 32 %, vuxna 15-64 år 60 %, och äldre över 65 år 6,0 %.
Genomsnittlig årsnederbörd är 1 080 millimeter. Den regnigaste månaden är juli, med i genomsnitt 250 mm nederbörd, och den torraste är december, med 5 mm nederbörd.